# Kévin Bérigaud
Kévin Bérigaud (Thonon-les-Bains, 9 de maio de 1988) é um futebolista profissional francês que atua como atacante.

## Carreira
Kévin Bérigaud começou a carreira no Thonon Évian.